# Machimus linearis
Machimus linearis är en tvåvingeart som beskrevs av Becker 1923. Machimus linearis ingår i släktet Machimus och familjen rovflugor. Inga underarter finns listade i Catalogue of Life.